# Chalon (Isèra)
Chalon —anomenat fins al 2012 Châlons— és un municipi francès al departament de la Isèra (regió d'Alvèrnia-Roine-Alps). L'any 2007 tenia 153 habitants.

## Demografia

### Població
El 2007 la població de fet de Chalon era de 153 persones. Hi havia 58 famílies de les quals 12 eren unipersonals (12 homes vivint sols), 19 parelles sense fills i 27 parelles amb fills.
La població ha evolucionat segons el següent gràfic:

### Habitatges
El 2007 hi havia 69 habitatges, 57 eren l'habitatge principal de la família, 9 eren segones residències i 3 estaven desocupats. 64 eren cases i 4 eren apartaments. Dels 57 habitatges principals, 47 estaven ocupats pels seus propietaris, 8 estaven llogats i ocupats pels llogaters i 3 estaven cedits a títol gratuït; 2 tenien dues cambres, 7 en tenien tres, 17 en tenien quatre i 32 en tenien cinc o més. 52 habitatges disposaven pel capbaix d'una plaça de pàrquing. A 17 habitatges hi havia un automòbil i a 37 n'hi havia dos o més.

### Piràmide de població
La piràmide de població per edats i sexe el 2009 era:
| Homes | Edats   | Dones |
| ----- | ------- | ----- |
| 0     | 95 o +  | 0     |
| 0     | 90 a 94 | 0     |
| 0     | 85 a 89 | 4     |
| 0     | 80 a 84 | 0     |
| 0     | 75 a 79 | 0     |
| 0     | 70 a 74 | 0     |
| 8     | 65 a 69 | 4     |
| 0     | 60 a 64 | 0     |
| 4     | 55 a 59 | 0     |
| 8     | 50 a 54 | 8     |
| 8     | 45 a 49 | 16    |
| 8     | 40 a 44 | 0     |
| 12    | 35 a 39 | 8     |
| 4     | 30 a 34 | 4     |
| 0     | 25 a 29 | 4     |
| 4     | 20 a 24 | 8     |
| 16    | 15 a 19 | 8     |
| 4     | 10 a 14 | 0     |
| 12    | 5 a 9   | 4     |
| 4     | 0 a 4   | 4     |

## Economia
El 2007 la població en edat de treballar era de 103 persones, 74 eren actives i 29 eren inactives. De les 74 persones actives 67 estaven ocupades (42 homes i 25 dones) i 7 estaven aturades (3 homes i 4 dones). De les 29 persones inactives 7 estaven jubilades, 13 estaven estudiant i 9 estaven classificades com a «altres inactius».

### Ingressos
El 2009 a Chalon hi havia 60 unitats fiscals que integraven 166 persones, la mediana anual d'ingressos fiscals per persona era de 21.509 €.

### Activitats econòmiques
Dels 5 establiments que hi havia el 2007, 1 era d'una empresa de fabricació d'altres productes industrials, 2 d'empreses de construcció, 1 d'una empresa de comerç i reparació d'automòbils i 1 d'una empresa d'informació i comunicació.
Dels dos establiments de servei als particulars que hi havia el 2009, un era una fusteria i l'altre una lampisteria.
L'any 2000 a Chalon hi havia 9 explotacions agrícoles que ocupaven un total de 244 hectàrees.

## Poblacions properes
El següent diagrama mostra les poblacions més properes.